# Jins
Jins is de benaming voor een leeftijdsgroep bij scouting in Vlaanderen.
De naam jin is een afkorting van de leuze 'Jij en Ik een Noodzaak'. Jins zijn jongeren van 17/18 jaar die een voorbereidend jaar op leiding doen na hun laatste jaar als verkenner, gids, of giver. Ze krijgen tijdens dat jaar de kans wekelijks activiteiten voor elkaar te verzinnen. Ze leren hoe ze het later voor jongere leden kunnen organiseren. Het is tevens hun laatste jaar als deelnemend lid en genieten dan ook van deze speciale status. De jinwerking kan van regio tot regio verschillen. Zo zijn er groepen die hun eigen jintak hebben en andere groepen die samen één jintak vormen. Beide werkvormen bieden hun eigen voor- en nadelen.